# Гробница Ань Бэя
Гробница Ань Бэя (кит. 安備墓) представляет собой надгробный памятник 589 г. н. э. (династия Суй) согдийца по имени Ань Бэй в его китайской эпитафии. Гробница была разграблена в 2006—2007 годах, а её содержимое продано на арт-рынке. Часть основания гробницы, а также эпитафия сейчас находятся в Музее западного рынка Тан (大唐西市博物館) в Сиане.

## Жизнеописание
Ань Бэй, вероятно, был согдийским иммигрантом в Китае в третьем поколении. Его семья происходила из города Бухары, о чём свидетельствует фамилия Ань. Семья Аня приехала в Китай во времена династии Северная Вэй, и некоторые из его родственников служили в Бюро данников. Отца Ань Бэя звали Ань Чжиши, и он служил офицером среднего звена в почётном карауле двора.
Согласно эпитафии, Ань Бэй жил в Лояне. Он стал клерком низшего звена в военном штабе вассала императора в период Северной Ци. Когда династия Северная Чжоу в 577 г. н. э. сменила Северную Ци, Ань Бэй вернулся в Лоян, где умер в возрасте 34 лет в 589 г. н. э. Бэй следовал конфуцианским моральным принципам сыновней почтительности и исповедовал зороастризм.

## Гробница
Гробница состояла из каменного ложа с декоративными панелями, — структура, типичная для гробниц, построенных в Китае в то время. На панелях изображены процессия и караван некитайцев, сцена банкета с согдийской музыкой и танцами и сцена распития в саду. На одной панели изображён умерший, ведущий караван, на другой — покойный, ведущий процессию мужчин в нимбе, возможная сцена загробной жизни. Многие носят псевдосасанидские короны. На другой панели изображена сцена банкета с танцами и музыкой. Последняя сцена панели, кажется, относится к загробной жизни, изображая вакханок, похожих на индийского Куберу, пьющих вино.
Другие известные гробницы согдийцев в Китае обычно принадлежат высокопоставленным чиновникам, которые были главами префектуры, или «сабао» (薩保, «защитник, страж», производное от согдийского слова s’rtp’w, «вождь каравана»), используемые для назначенных правительством лидеров согдийской иммигрантско-торговой общины. Наоборот, Ань Бэй был далеко не аристократом, а был вполне обычным человеком. Он также был вполне интегрирован в китайское общество, поскольку, согласно эпитафии, «хотя он и иностранец, после долгой жизни в Китае нет никакой разницы между ним и китайцем».

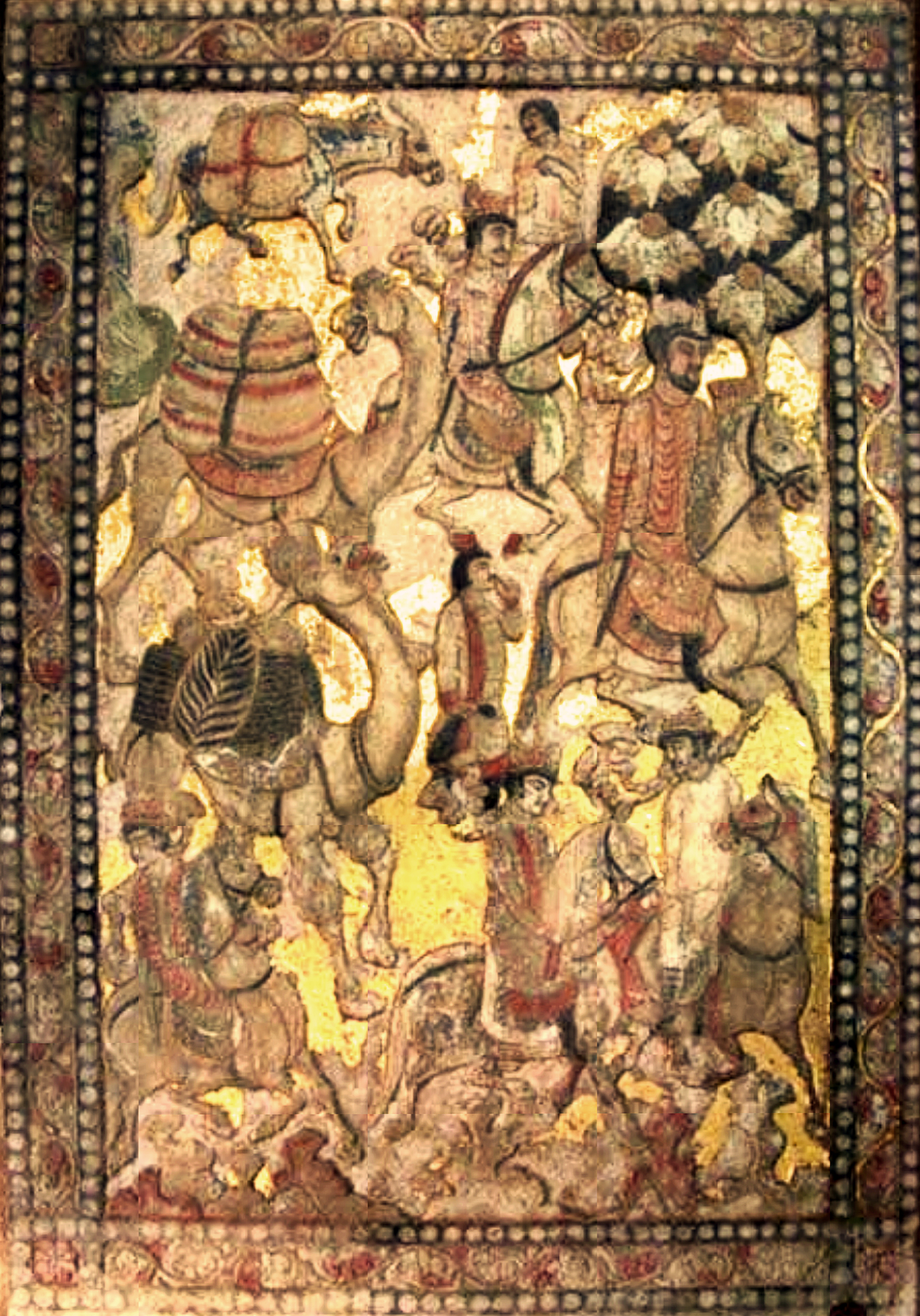
Панель гробницы с изображением среднеазиатского каравана во главе с Ань Бэем[1][2].
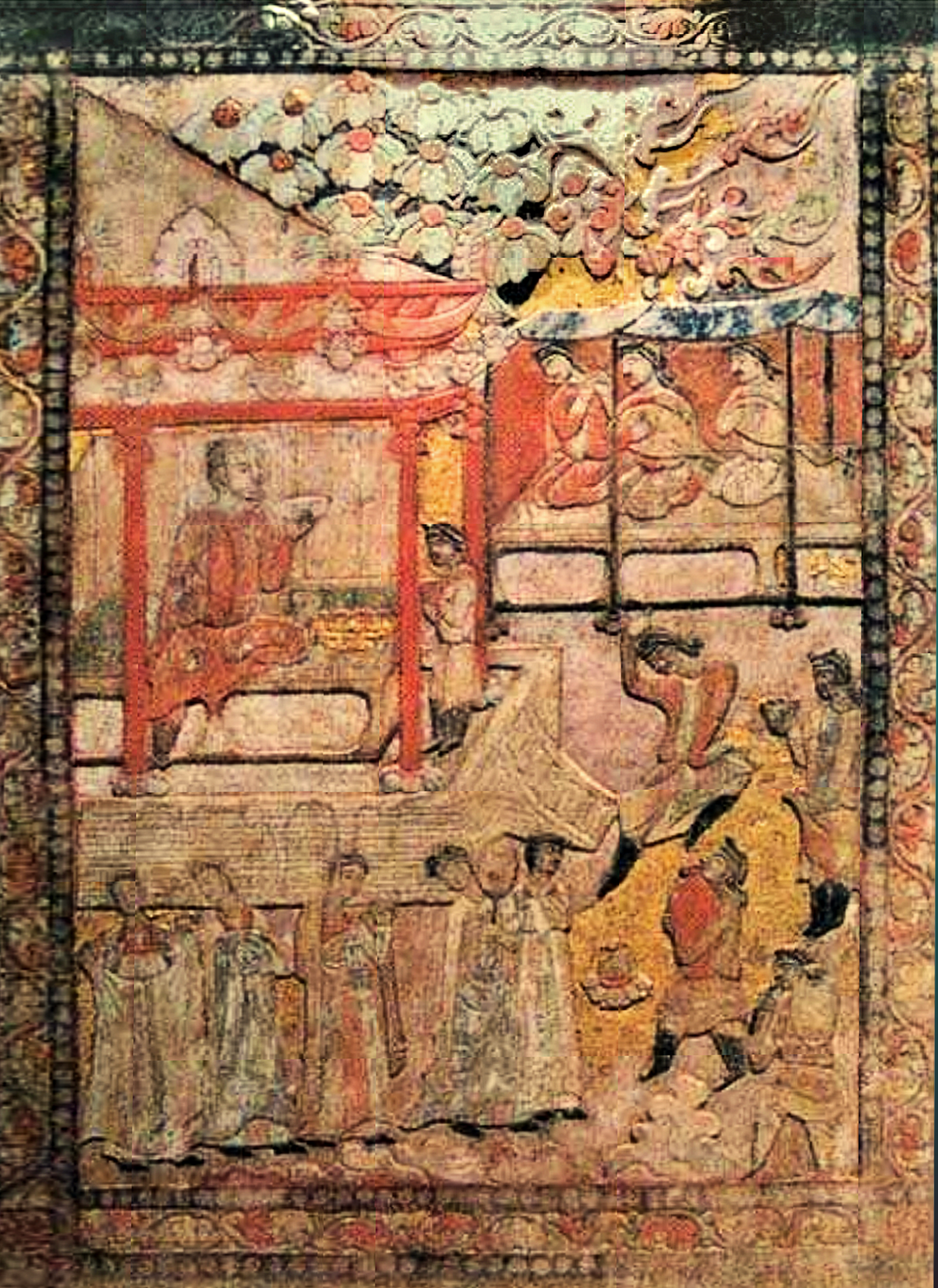
Панель гробницы с изображением банкета с согдийскими танцами и музыкой[2].
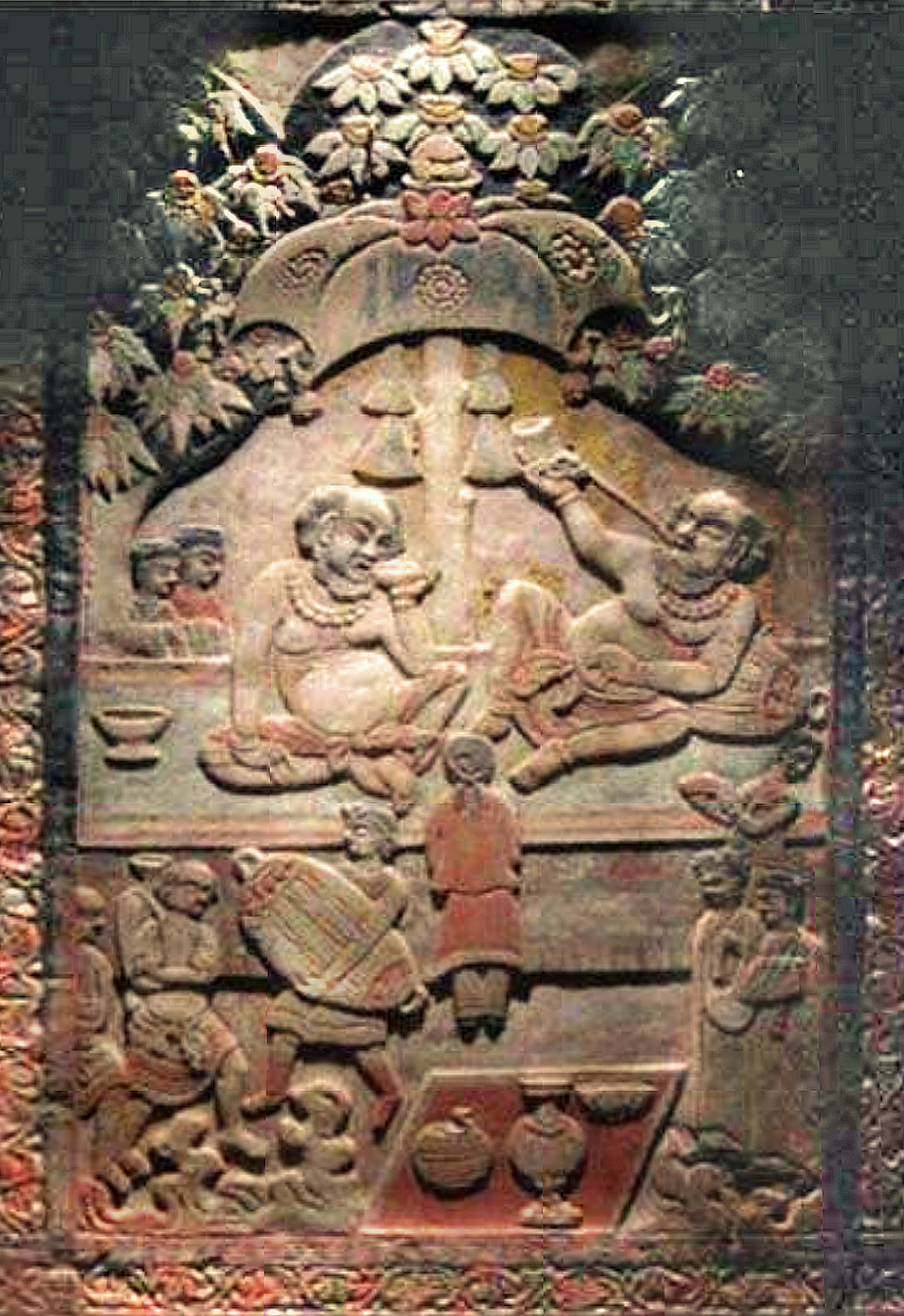
Панель гробницы с изображением вечеринки в саду[2].

## См. также

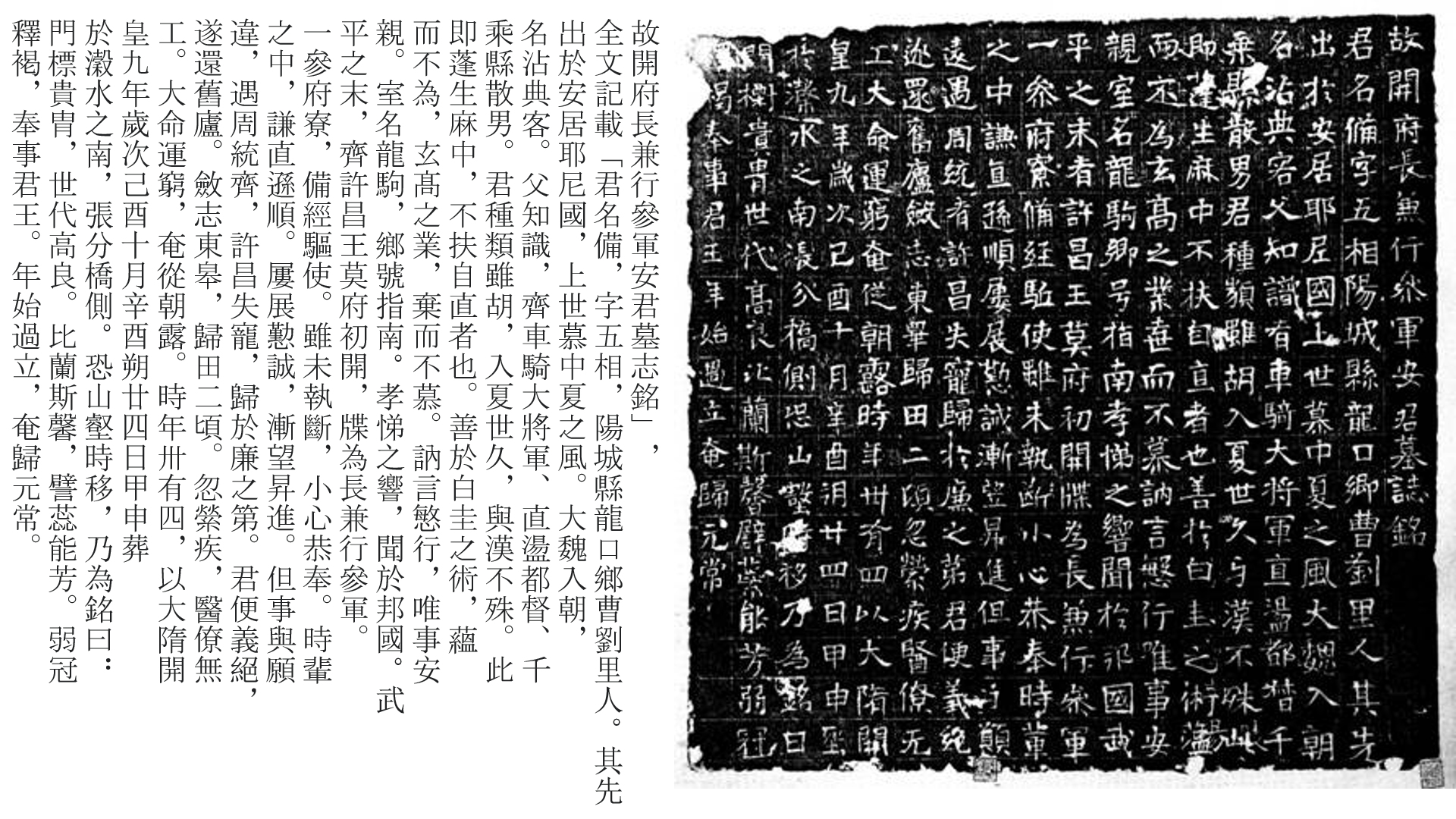
Эпитафия Ань Бэя